# モハメド・アルファイド

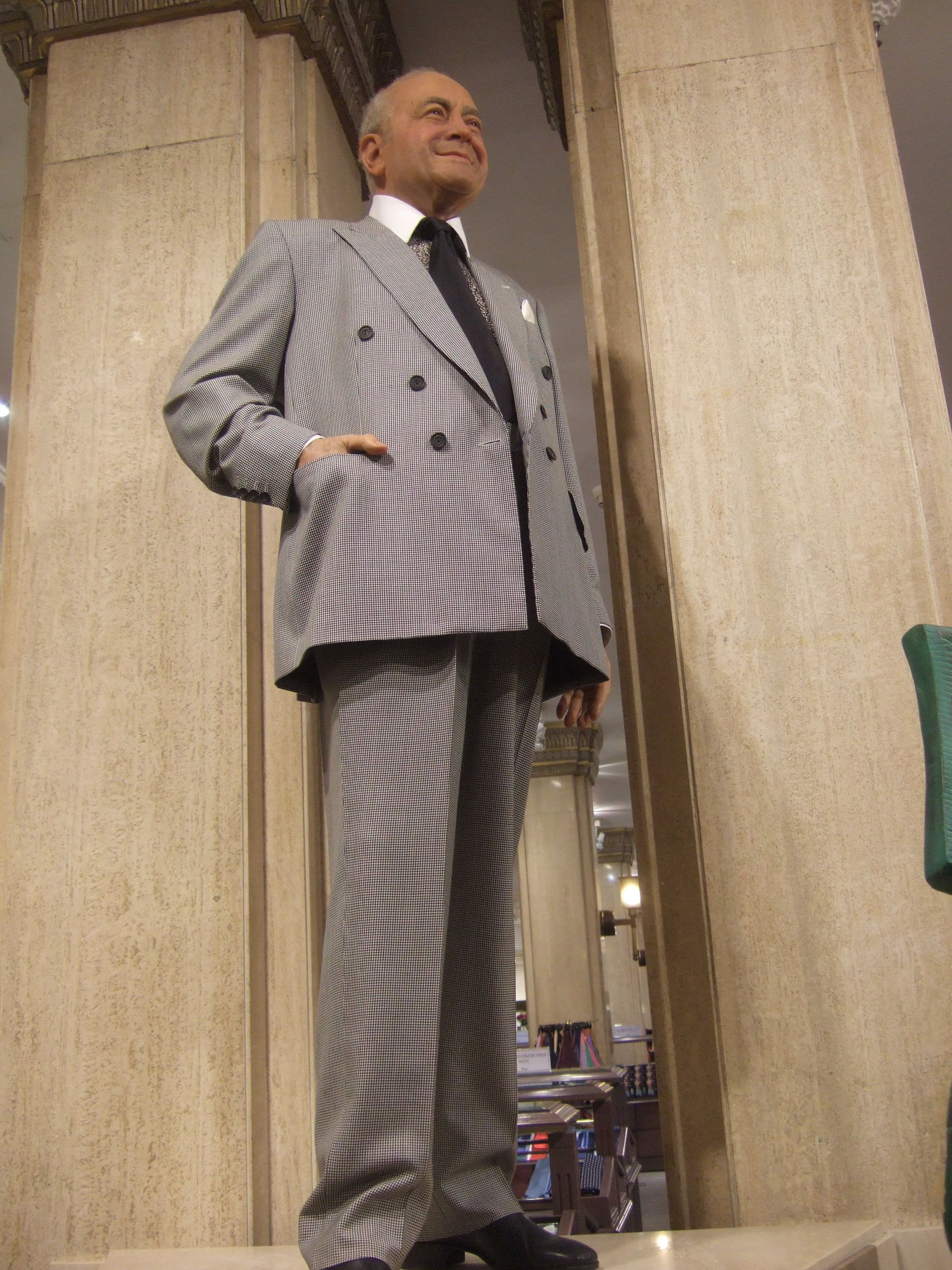
モハメド・アルファイド

モハメド・アルファイド（アラビア語: محمد الفايد ムハンマド・アル＝ファーイド、Mohamed Al-Fayed、1929年1月27日 - 2023年8月30日）は、エジプトアレクサンドリア生まれの実業家。1985年にイギリスの代表的デパートであるハロッズの経営者となり、同じくデパートのナイツブリッジも所有している。また、フラムFCのオーナーも務めていた。

## 生涯
アレクサンドリアのバコスにて、小学校教師の最初の息子として生まれた。アルファイドの起こした最初のベンチャーは、手製のレモネードの販売であった。彼と彼の兄弟は貿易会社を設立し、その後本社をイタリアのジオナに移すと同時に、ロンドンに事務所を設立する。アルファイドはこれを機に、ロンドンでの生活を始めた。
1960年代中ごろ、アルファイドはドバイの支配者であったラーシド・ビン・サイード・アール・マクトゥームと出会い、ドバイの開発事業においての信任を勝ち取った。彼はイギリスの建設業者たちを組織し、開発事業を成功に導いたが、この実績を買われ、1966年にはブルネイのスルタン・オマール・アリー・サイフッディーン3世の経営顧問に就任した。そして1968年にはIMS（International Marine Services）をドバイに設立し、彼の貿易会社は規模を拡大していった。しかし同時に武器取引に関わったことや、ハイチの独裁者のフランソワ・デュヴァリエと深い仲にあったことも証言されている。
1972年には、スコットランドの城とその周辺の土地を購入し、巨額の資金をスコットランドの観光再開発事業に投じた。1975年には鉱山会社の経営に参画するが、短期間でその会社を離れている。1979年にはフランスパリのリッツ・ホテルを買収し、それを改修するが、これに対しフランス政府はMedaille de Parisの称号と爵位を授与した。以後、アルファイドは名だたる高級ホテルを買収・改装し名声を上げていった。
1984年にはハロッズの経営母体であるHouse of Fraserの経営権を取得し、デパート業界への進出を加速させていったが、1990年代にはこれは詐欺的な手法に依ったものではないかという批判も現れた。。
1997年には息子のドディ・アルファイドが当時交際中のダイアナ妃とともに事故死している。
2023年8月30日に死去。94歳没。
1994年と1999年の二度、イギリス国籍を申請して拒否されている。